# ماجراهای جدید جی. روفوس والینگفورد
ماجراهای جدید جی. روفوس والینگفورد (انگلیسی: The New Adventures of J. Rufus Wallingford) یک فیلم کمدی صامت کوتاه آمریکایی است که در سال ۱۹۱۵ منتشر شد. از بازیگران این فیلم می‌توان به اولیور هاردی، مکس فیگمن و لولیتا رابرتسون اشاره کرد.